# 新井町 (新潟県)
新井町（あらいまち）とは、かつて新潟県中頸城郡にあった町である。

## 沿革
- 1890年（明治23年）6月27日 - 中頸城郡大崎村の大字新井を分離し、村制施行して新井村（あらいむら）が発足。
- 1892年（明治25年）9月9日 - 町制施行し、新井町となる。
- 1901年（明治34年）11月1日 - 中頸城郡小出雲村、大崎村と合併し、新井町を新設。
- 1907年（明治40年）8月1日 - 中頸城郡参賀村と合併し、新井町を新設。
- 1954年（昭和29年）11月1日 - 中頸城郡矢代村、斐太村、鳥坂村、水上村、泉村、上郷村、平丸村、和田村（一部）と合併し、市制施行して新井市となり消滅。